# Пархоменко, Игорь Валерьевич
И́горь Вале́рьевич Пархо́менко (укр. Ігор Валерійович Пархоменко; 12 августа 1973, Николаев) — украинский военный лётчик, полковник, участник российско-украинской войны. Герой Украины (2025).

## Биография
С 1995 года проходит службу в Вооружённых силах Украины. С начала российско-украинской войны в 2014 году принимал участие в боевых действиях в качестве пилота штурмовика Су-25 в составе 299-й бригады тактической авиации. В 2014 году его самолёт был сбит в зоне проведения АТО на востоке Украины, однако ему удалось катапультироваться и выжить.
Занимал различные должности в 299-й авиационной бригаде, включая заместителя командира по морально-психологическому обеспечению и инструктора. В апреле 2022 года вернулся к выполнению боевых задач на Су-25

## Награды
- Звание «Герой Украины» с вручением ордена «Золотая Звезда» (8 мая 2025) — за личное мужество и героизм, проявленные в защите государственного суверенитета и территориальной целостности Украины, верность военной присяге[1].
- Орден Богдана Хмельницкого I степени (7 апреля 2023) — за личное мужество и высокий профессионализм, проявленные в защите государственного суверенитета и территориальной целостности Украины, верность военной присяге[2].
- Орден Богдана Хмельницкого II степени (17 августа 2022) — за личное мужество и высокий профессионализм, проявленные в защите государственного суверенитета и территориальной целостности Украины, верность военной присяге[3].
- Орден Богдана Хмельницкого III степени (8 августа 2014) — за личное мужество и высокий профессионализм, проявленные в защите государственного суверенитета и территориальной целостности Украины, верность военной присяге.
- Орден «За мужество» III степени (21 апреля 2022) — за личное мужество и самоотверженные действия, проявленные в защите государственного суверенитета и территориальной целостности Украины, верность военной присяге[4].